# Pont-de-Metz

Pont-de-Metz este o comună în departamentul Somme, Franța. În 1 ianuarie 2022 avea o populație de 2.440 de locuitori.